# Chelyan, Zapadna Virginia
 Chelyan je nazavisno naselje u američkoj saveznoj državi Zapadnoj Virginiji. Naselje upravo pripada okrugu Kanawha.
Naselje se na nalazi na južnoj obali rijeke Kanawha južno od grada Chesapeakea

## Poznate osobe
- Jerry Alan West (Chelyan, Zapadna Virginia, 28. svibnja 1938.) umirovljeni je američki profesionalni košarkaš.